# Новоукраїнська середня загальноосвітня школа № 6 (Кіровоградська область)
Новоукраїнський ліцей № 6  Новоукраїнської міської ради Кіровоградської області.

## Історія школи
Сучасний Новоукраїнський ліцей  № 6 веде відлік часу свого існування від березня 1944 року, коли Новоукраїнку було визволено від німецької окупації.
Із 1 січня 1945 року на посаду директора Новоукраїнської середньої школи №6 призначено Кофмана Бориса Мойсейовича, який пропрацював на цій посаді до 1 вересня 1994 року — майже 50 років.
1952 року силами вчителів, учнів і батьків напівзруйноване приміщення середньої школи (по вулиці Воровського, будівля сучасного ЦДЮТ "Зоріт", побудована ще до 1910 року) було відбудоване, і 1 вересня 1953 року школа № 6 розпочала роботу в новому приміщенні. Навчання тут велося протягом наступних 20 років. Після добудови ще чотирьох класних кімнат із 1958 навчального року школа перейшла на режим роботи в одну зміну.
На початку 1970-их років на території колишнього ветеринарного технікуму, а в роки війни — німецького госпіталю, на вулиці Леніна розпочалося будівництво нового приміщення для школи. Після об’єднання зі школою №5 Новоукраїнська СШ №6 розпочала свою роботу в новій будівлі 1 вересня 1973 року.
З 1 вересня 2017 року Новоукраїнська загальноосвітня школа І-ІІІ ступенів № 6 стає опорним закладом. До неї приєднуються дві місцевих школи № 1 та № 3. 
До складу школи входить дві філії:
- філія "Загальноосвітня школа № 1" Новоукраїнської загальноосвітньої школи І-ІІІ ступенів № 6
- філія "Загальноосвітня школа № 3" Новоукраїнської загальноосвітньої школи І-ІІІ ступенів № 6

## Символи

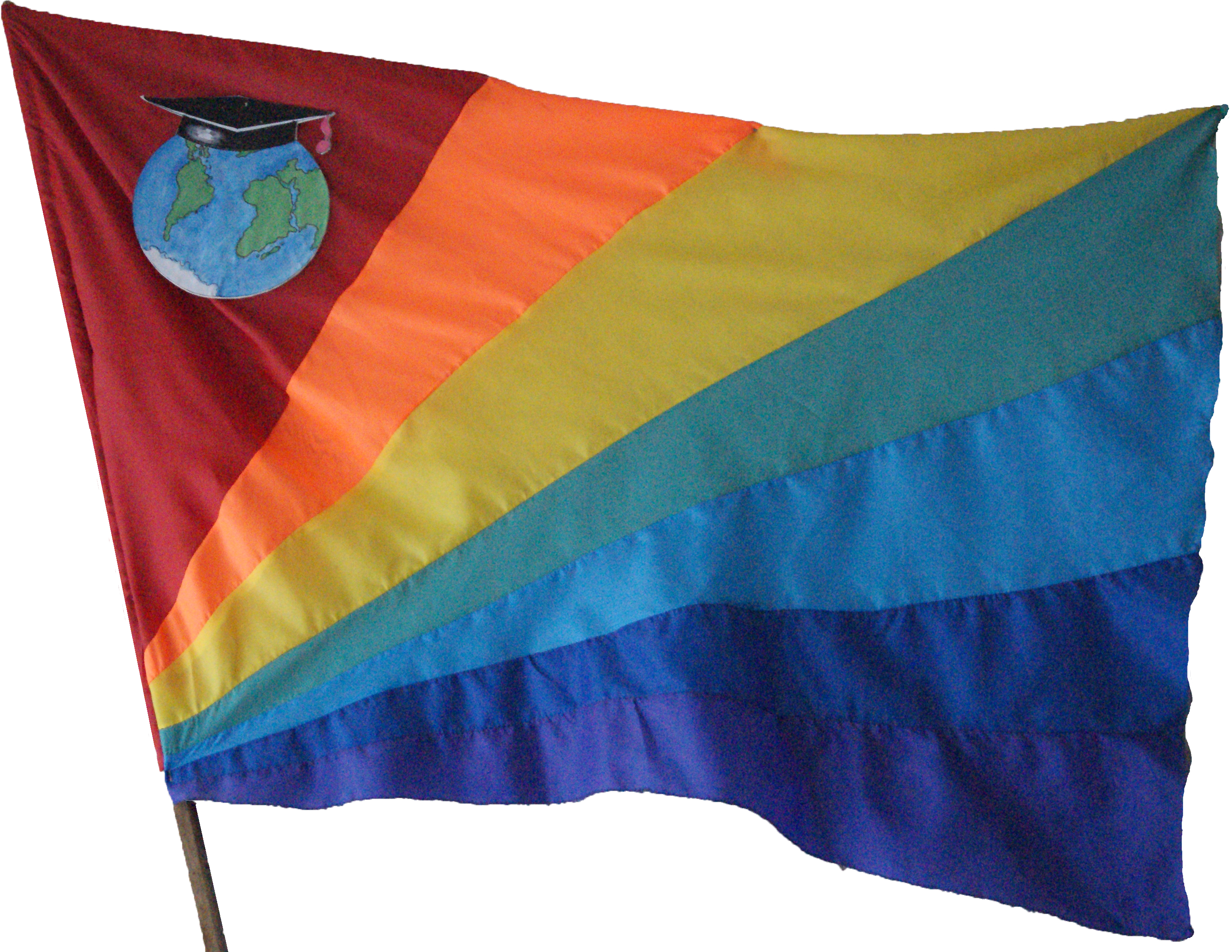
Прапор Новоукраїнської СЗОШ № 6

Школа має власні символи — Гімн, Герб, Прапор та Конституцію.

## Педагогічний колектив
- Педагогічний колектив закладу налічує — 57 педагогів:
- Учителі вищої кваліфікаційної категорії — 31;
- Учителі І кваліфікаційної категорії — 5;
- Учителі II кваліфікаційної категорії — 13;
- Учителі-спеціалісти — 8;
- Заслужений учитель України — 1;
- Учитель-методист — 6;
- Старший учитель — 19;

За статтю: жінки — 55, чоловіки — 2.
У школі діє 10 предметних кафедр (методичних об'єднань): учителів української мови та літератури, зарубіжної літератури; математики та інформатики; англійської мови; біології, хімії, фізики; історії, правознавства, географії та економіки; трудового навчання та естетичного виховання; фізичної культури та захисту Вітчизни; учителів початкових класів; вихователів ГПД; класних керівників.

## Гуртки школи
В школі функціонують гуртки художньо-естетичного та дослідницько-експериментального напрямів:
- зразковий хореографічний ансамбль «Веснянка»;
- гурток співу «Веселі дзвіночки»
- секція «Географія»;
- НУТ «Тандем».

## Соціально-психологічна служба
Основною метою діяльності психологічної служби у школі є психологічне забезпечення та підвищення ефективності педагогічного процесу з метою компетентнісного самовдосконалення вчителя і учня на гуманістично – інноваційних засадах, захист психічного здоров’я і соціального благополуччя усіх його учасників.

## Меморіальна таблиця
У квітні 2013 року в школі відбулося урочисте відкриття меморіальної таблиці в пам'ять про роки діяльності першого директора Кофмана Бориса Мойсейовича.